# 朝比奈樹里
朝比奈 樹里（あさひな　じゅり、1970年3月15日 - ）は、日本の元AV女優。

## 人物
- 趣味・特技：ディスコ、スキー

## 略歴
- 1989年 - AVデビュー。

## 作品

### アダルトビデオ
1989年
- ベルベットな舌触り 朝比奈樹里（12月15日、コロナ社 CY-5003）

1990年
- 小さなわすれもの（1月28日、宇宙企画）
- マイルームOh！マイドリーム 朝比奈樹里（2月10日、KUKI）
- アタック・ビデオ 30 朝比奈樹里 冴木みちる 白石ももこ 沢口憂（2月11日、宇宙企画）
- 若奥様・エプロンの裏事情（3月2日、VIP）
- 妖精たちの降る午後（3月23日、コロナ社）
- BODY TRIP 朝比奈樹里（4月12日、フェニックスビデオ PM-0128）
- 口激的性核 イキ倒れLIVE!（4月30日、新東宝）
- あなたとしたい（6月21日、アテナ映像）
- アクトレスビデオ 大胆無敵 No.1 小沢奈美・いとうしいな・朝比奈樹里 ほか（7月1日、リイド社）
- 女教師の内唇調査 朝比奈樹里（7月6日、アトラス21）
- ウンタマギール 2 朝比奈樹里（7月23日、V＆Rプランニング）
- 口激的性核（8月25日、新東宝）
- 美女館 そこまでやるの 小沢奈美・林由美香・朝比奈樹里（10月16日、ASTRO （笠倉出版社））全3名
- 樹里のおもらし娘（10月20日、ファイブスター）
- 兄嫁の恥蜜 朝比奈樹里・憂花かすみ・森口あさみ（10月25日、二見書房）全3名
- 新・淫と乱 無差別攻撃 朝比奈樹里 藤崎あやか 早瀬理沙（10月27日、KUKI）全3名
- ビデオSEXY倶楽部 43 小沢奈美・有沢ゆみ 朝比奈樹里 ほか（11月11日、宇宙企画 UF-70）
- 帰ってきたゴモラの院 朝比奈樹里 池内ユカ（11月22日、V＆Rプランニング）
- さらばゴモラの院 小田桐まゆ 朝比奈樹里 池内ユカ ほか（12月7日、V＆Rプランニング）
- 淫獣たちの聖夜 樹まり子・小沢奈美・朝比奈樹里 ほか（12月17日、ロイヤルアート）全5名
- BONDAGEシャワー 朝比奈樹里 相原めぐみ（12月20日、シャイ企画）
- アブノーマルホスピタル 第一病棟（ロイヤルアート P-107）
- SEXフレンド 朝比奈樹里 姦売（ロイヤルアート STV-1021）
- 隷嬢淫乱館（アテナ映像 AS-184）全4名
- ラスト・クライマックス 第2次エロゲバ 鮎川真理 朝比奈樹里（ミス・クリスティーヌ PMC-011）
- 樹里のFUCKトリップ ヘンターイ、止まれ！（芳友舎 PSV-029）
- サマーエンジェルス（シャリオ CK-1144）全4名
- 獣 けもの（希宝舎）
- 必殺裏筋ネッキングブリーカー（新東宝ビデオ）全6名
- 寝てみたい女（東京音光 LV-05）

1991年
- すすり泣き 濡れる女 朝比奈樹里 林由美香（1月5日、笠倉出版社）
- 高級微笑女倶楽部 2 朝比奈樹里 森村あすか 藤木流花 桂木美雪（1月7日、コロナ社）全4名
- The COLLECTOR 加納妖子には逆らうな! 加納妖子 朝比奈樹里（1月10日、大洋図書）
- VIP SPECIAL 3 木田彩水 渚友紀 朝比奈樹里（2月8日、VIP）全3名
- セクシーカーニバル イン シャイ（2月8日、シャイ企画）全4名
- ザ・暴走族 4 朝比奈樹里（2月22日、タキオン）
- ファジーギャルズ通信（4月22日、コロナ社）全4名
- エロスターミネーター（5月1日、ルナ・エンタープライズ）全4名
- マドンナメイトスペシャル 特撮版 2（5月25日、二見書房）全14名
- チャネマンフェスティバル（6月28日、アテナ映像）全7名
- チャイナドール 2 玻璃の娼婦（8月30日、シネマジック）
- 魔性の館（10月10日、大洋図書）
- エッチ宅配便 ココがいいからやめられない（12月12日、ＫＫコスミック）
- S＆M COLLECTION '92 ザ・ロープハンティング（シネマジック）全10名
- 新口唇暴力 朝比奈樹里 紺野ありさ 高野寛子 秋山美緒 寺崎泉 林由美香 ほか（V＆Rプランニング）※「帰ってきたゴモラの院」他を再編集したもの
- コキコキスペシャル 6（ルナ・エンタープライズ PFV-006）全5名
- 乱女塾 麻宮千聖 朝比奈樹里 工藤ひとみ（タイムアロー KXV-004）全3名
- 隷嬢契約 陵辱編（ジャイブ JV-002）

1992年
- AVギャル72時間拘束 朝比奈樹里（2月5日、笠倉出版社）
- ボディコンハンター スペシャル（6月5日、シネマジック）全7名
- 放課後の天使たち 3（6月26日、シネマジック）全10名
- スペシャル淫乱堕天使 木田彩水・渚友紀・朝比奈樹里（シーク）全3名
- 相姦関係！！ 朝比奈樹里 麻宮千聖（べべ・クラブ）

1993年
- Pix by CINEMAGIC 3 いきなりクライマックス 朝比奈樹里・高橋めぐみ・響さおり・いとうしいな 他（11月30日、VHS 大洋図書）

1996年
- 魔性の館 復刻廉価版（3月20日、大洋図書）

2001年以降
- Allure 2000 vol.1（2001年8月17日、メディアバンク）全8名
- チャイナドールスペシャル（2003年8月22日、シネマジック）全4名
- 90's Selection (1) 林かづき 朝比奈樹里 麗華（2004年8月19日、シャイ企画）全3名 ※「とびっきりかづき/林かづき」「BONDAGEシャワー/朝比奈樹里」「ヴィーナスバニー 3/麗華」を収録
- ダッダーン巨乳シリーズVOL.3 乳トラルな友達 冴木直 朝比奈樹里（2011年10月3日、エイジーエイ）
- 夢の11連発 VOL.5（2011年10月15日、エイジーエイ）全11名
- Legend Special 73 朝比奈樹里（2013年6月21日、エイジーエイ）※「ベルベットな舌触り」「妖精たちの降る午後」「絶叫暴走娘」を収録
- シネマジックSM史 縄虐愛奴伝説 5（2023年1月24日、シネマジック）全8名

発売年不明
- 超絶頂伝説 6（まんかい30 MKS-006）VHS 全30名
- 発情病棟 朝比奈樹里（サック SUC-002）VHS
- 樹里の熟々果肉（ルージュコーポレーション ROU-010）VHS

### 映画
- 盗撮(秘)暴行現場（1990年11月公開、エクセス）監督:珠瑠美 主演:朝比奈樹里 - 1996年「女覗き屋 性感帯をさぐれ!」に改題し、リバイバル公開 [1]
- 若奥様 SM監禁（1991年1月11日公開、エクセス）監督:珠瑠美 主演:朝比奈樹里 - 1995年「若奥様 監禁凌辱」に改題し、リバイバル公開 [2]
- 連続拷問レイプ 漏らす！（1991年5月17日公開、エクセス）監督:珠瑠美 主演:織田まりん [3]
- 喪服妻の生下着 突っ込む（1991年7月26日公開、エクセス）監督:珠瑠美 主演:浅間夕子 - 1997年「喪服の人妻 白い長襦袢」に改題し、リバイバル公開 [4]
- 巨乳なぶり（1991年12月21日公開、新東宝）監督:珠瑠美 主演:一の樹愛 [5]
- ザ・拷問ONANIE（1991年12月27日、エクセス）監督:珠瑠美 主演:高見沢杏奈 - 1996年「拷問木馬責め」に改題し、リバイバル公開 [6]
- 白昼レイプ 監禁秘書室（1993年2月26日公開、エクセス）監督:珠瑠美 主演:幸あすか - 1998年「レイプ秘書 監禁飼育」に改題し、リバイバル公開

### オリジナルビデオ
- 初体験物語 2（1992年2月25日、徳間ジャパンコーポレーション）監督:松原信吾 [7]
- 女子大生の揺れ乳 揉んでいかせる（1992年、新東宝）監督:珠瑠美 主演:一の樹愛 ※「巨乳なぶり」を改題し再編集したもの

## 書籍

### 写真集
- MEMORIES メモリーズ 太田和也作品集 小沢奈美・小林りほ・朝比奈樹里 他 全10名（1994年1月5日、綜合図書）撮影:太田和也

### 雑誌
- Beppin 1989年12月号（英知出版）
- セクシーランジェリー No.2（1990年1月、光彩書房）
- ビデオボーイ 1990年2月号（英知出版）
- さくらんぼ通信 1990年4月号（大洋図書）
- WEEKLY プレイボーイ 1990年7月3日号（集英社）
- ベストカメラ 1990年7月号、1991年3月号（少年画報社）
- ベスト・ランジェリー No.4（1990年8月10日、光彩書房）
- GALSコレクション 1990年9月10日号（少年画報社）
- ビデオ情報 1990年9月20日号、11月18日盛秋増刊号（日本文芸社）
- VIP MAGAZINE 1990年12月号（ミリオン出版）
- S＆Mスナイパー オリジナル NO.9（1991年2月25日、ミリオン出版）
- ACTRESS 1991年2月号（リイド社）
- QUEEN LIGERIE（1991年3月15日、光彩書房）
- オレンジ通信 1991年3月号（東京三世社）
- 魅惑のランジェリー 1991年8月号（光彩書房）